# Conrad Friedrich Hurlebusch
Conrad Friedrich Hurlebusch (gedoopt 30 december 1691 – 17 december 1765) was een Duits/Nederlands componist en organist.

## Levensloop
Hurlebusch werd geboren in Braunschweig, Duitsland. Hij ontving zijn eerste onderricht van zijn vader Heinrich Lorenz Hurlebusch, organist en componist. Als orgelvirtuoos toerde hij door Europa en bezocht Wenen, München en Italië. Van 1723 tot 1725 was hij Kapellmeister in Stockholm; later werd hij Kapellmeister in Bayreuth, Hamburg (vanaf 1727), en Braunschweig. Rond 1735 heeft hij vermoedelijk Johann Sebastian Bach in Leipzig bezocht. Bach promootte Hurlebusch' composities als de plaatselijke verkoper van zijn werk. Op 22 februari 1743 werd hij organist van de Oude Kerk in Amsterdam. Deze post bekleedde hij tot aan zijn dood.

## Werken
Zijn oeuvre beslaat cantates, opera's (L’innocenza difesa, Flavio Cuniberto), psalmen, odes, concertos en klaviersonates. Veel van zijn werken zijn echter verloren gegaan. Zijn 150 psalmen zijn gepubliceerd in Amsterdam in 1766. Sammlung verschiedener und auserlesener Oden (1737-1743) door Johann Friedrich Gräfe bevat 72 odes van zijn hand.